# Claudia Pasini
Claudia Pasini (Trieste, 2 de marzo de 1939) es una deportista italiana que compitió en esgrima, especialista en la modalidad de florete. Participó en los Juegos Olímpicos de Roma 1960, obteniendo una medalla de bronce en la prueba por equipos.

## Palmarés internacional
| Juegos Olímpicos | Juegos Olímpicos | Juegos Olímpicos  | Juegos Olímpicos    |
| Año              | Lugar            | Medalla           | Prueba              |
| ---------------- | ---------------- | ----------------- | ------------------- |
| 1960             | Roma (Italia)    | Medalla de bronce | Florete por equipos |